# Перо Букейлович
Перо Букейлович (на сръбски: Перо Букејловић) е политик от Република Сръбска, 9-и министър-председател на Република Сръбска между 17 февруари 2005 и 28 февруари 2006 г., излъчен от Сръбската демократическа партия (СДП).

## Биография
Перо Букейлович е роден на 9 август 1946 година в село Бушлетич, Босна и Херцеговина. Завършва Факултет по инженерство към университета в Сараево.
В правителството на Република Сръбска е министър на промишлеността и технологиите, между 2001 и 2003 г. и министър-председател на Република Сръбска, между 2005 и 2006 г.